# 珠網蛺蝶
珠網蛺蝶（学名：Melitaea acraeina）是网蛱蝶的一种。主要分布在乌兹别克斯坦费尔干纳盆地沙漠和半沙漠地区的自然河流与运河两侧的狭窄带状地域。四至六月飞舞，大约繁殖两代。其寄主植物是野胡麻（Dodartia orientalis）。
也有来源称其在伊朗、土库曼斯坦、吉尔吉斯斯坦和塔吉克斯坦也有分布。乌兹别克斯坦独立后的第一年便发行了以珠網蛺蝶为图案的邮票。